# Tümpelquelle

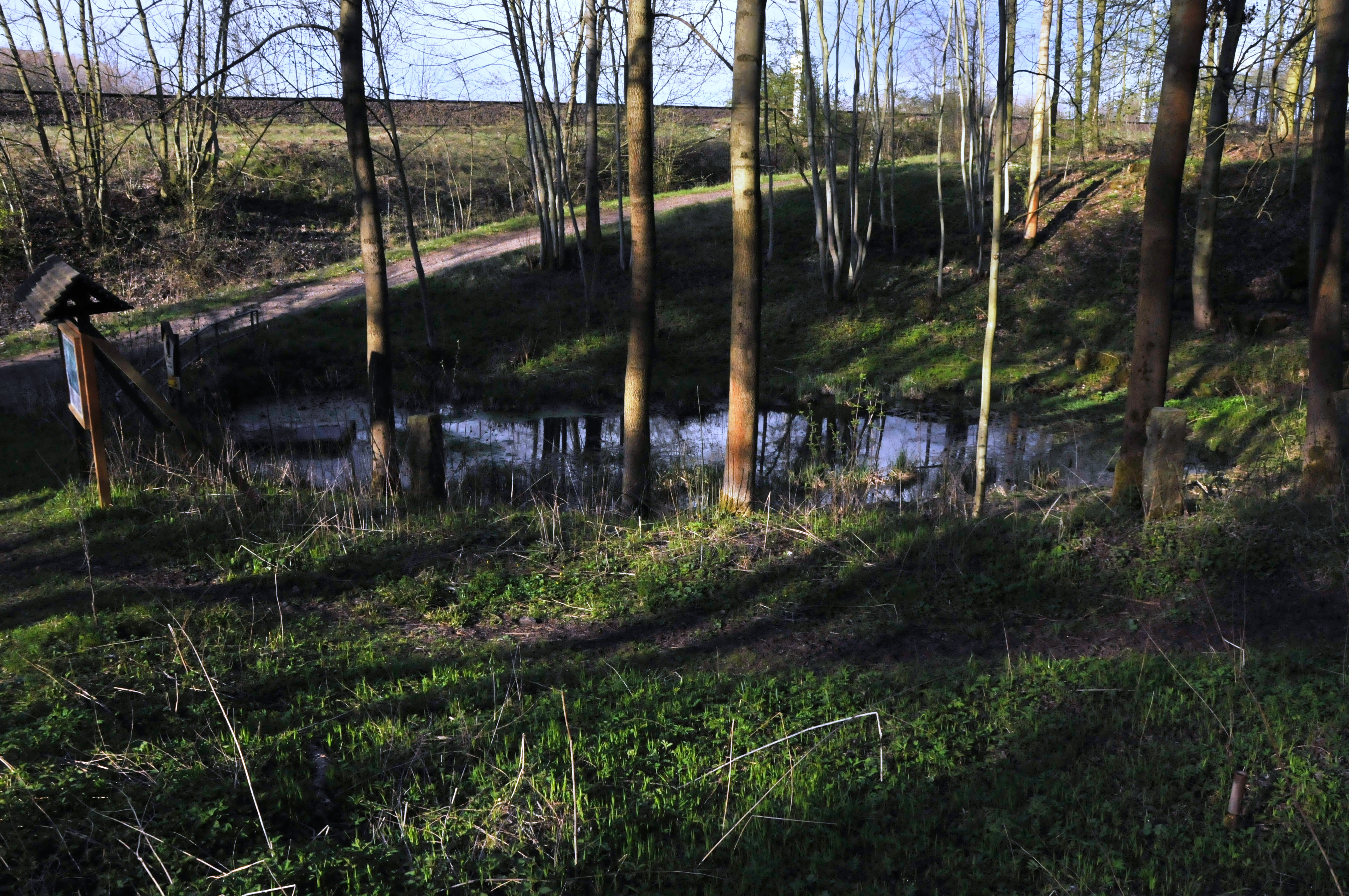
Beispiel einer Tümpelquelle: die Geierslache am Seeberg bei Gotha

Eine Tümpelquelle (oder Limnokrene, Trichterquelle) ist ein Quelltyp bei welcher die Wasseraustrittsstelle (der Quellmund) am Grund einer Mulde (bzw. Vertiefung oder Senke) liegt. Die Mulde füllt sich mit Quellwasser, wodurch ein stillstehendes Gewässer (ein Quelltümpel, Quellteich oder sogar ein Quellsee) entsteht. Durch Überfließen des Gewässerrandes bildet sich am Überlauf ein Quellbach.

## Vorkommen
Limnokrenen kommen häufig in Karstgebieten vor, wo der Quelltümpel große Tiefen erreichen kann. Wegen ihrer oft trichter- oder kesselartigen Form werden solche Wasseraustrittsstellen auch als Quelltopf bezeichnet. In Deutschland besitzen z. B. die Karstquellen der Flüsse Blau (Blautopf, Baden-Württemberg) und Rhume (Niedersachsen) bekannte Quelltöpfe.

## Eigenschaften einer Limnokrene
Das Quellwasser ist meist klar, nährstoff- und sauerstoffarm und gleichbleibend kühl. In Mitteleuropa beträgt die Temperatur etwa zwischen 6 und 10 Grad Celsius. Aufgrund der Temperatur des aufsteigenden Wassers frieren diese Quellen im Winter oft auch nicht zu, so dass sie für Wasservögel und andere Tiere auch in strengen Wintern Nahrungsquellen darstellen.
Durch die sehr schwache Strömung kann sich organisches Material wie Blätter, Totholz und sonstiges feines organisches Material im Quellteich ablagern.

## Beispiele

### Deutschland

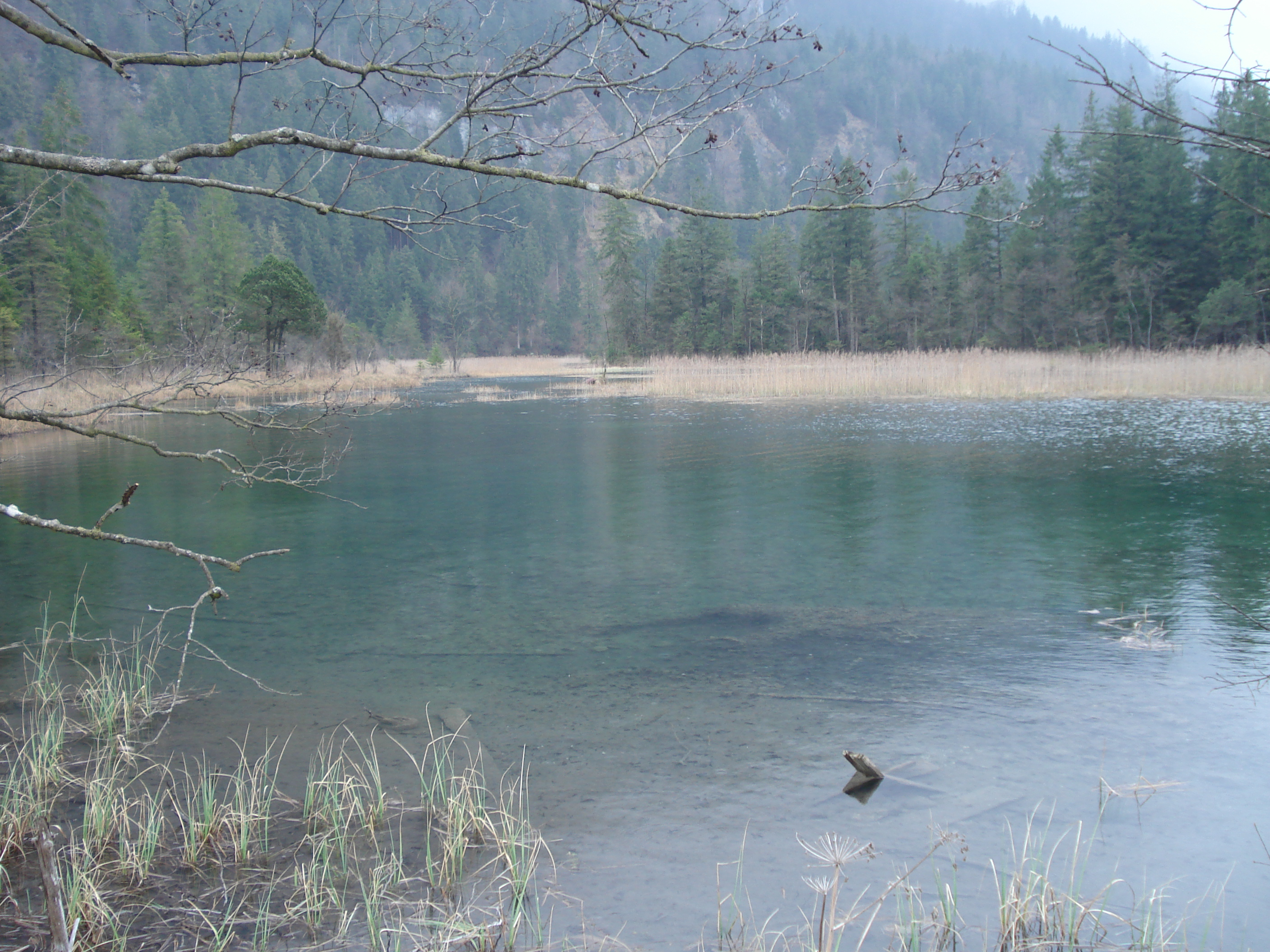
Sieben Quellen (Eschelohe)

- Blautopf
- Quellteich Kösching
- Lahnquelle
- Rodenbacher Bruch
- Rhumequelle
- Sieben Quellen (Eschenlohe)

### Österreich

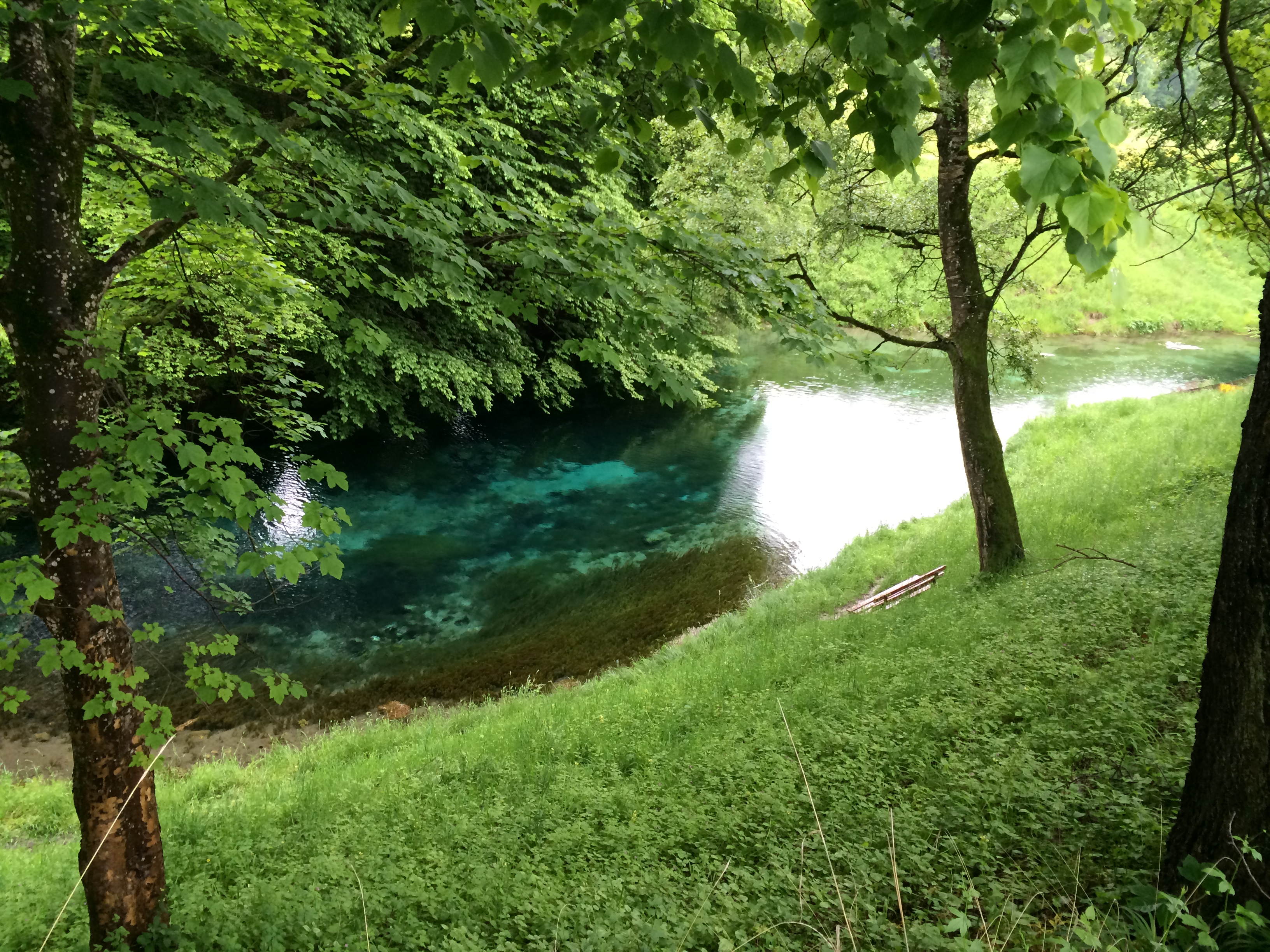
Blaue Quelle, eine Karstquelle im Unterinntal

- Andritz-Ursprung
- Blaue Quelle
- Schmida